# Bruce Irons
Bruce Irons (16 de novembro de 1979, Hanalei, Kauai, Havaí) é um surfista profissional e irmão do falecido tricampeão mundial de surfe, Andy Irons.
Mais conhecido por suas manobras aéreas radicais e grande habilidade em entubar de backside, pretende surfar qualquer onda no planeta.

## Biografia
Bruce cresceu entre os melhores surfistas amadores do Havaí, entre eles, seu irmão Andy. Ganhou diversos campeonatos americanos de surfe, onde obteve várias vitórias juvenis até 1996. Após concluir o ensino médio, se tornou profissional.
Como profissional, suas melhores colocações foram um segundo lugar em Pipeline, em 1998, o terceiro lugar em 2000, e a vitória sobre o campeão do mundo Kelly Slater, em 2001, novamente em Pipeline.
Fora do Circuito Mundial de surfe, Bruce se converteu numa lenda havaiana, vencendo o Quiksilver in Memory of Eddie Aikau, na baía de Waimea, Havaí, onde são encontradas ondas superiores a 12 metros de altura.
Recentemente ele desistiu das competições e do circuito mundial para se dedicar ao free surf(modalidade em que o surfista não compete com outros surfistas). Bruce se empenha agora em pegar os melhores tubos do mundo.
No dia 20 de Novembro de 2012 Bruce Irons anunciou a sua saida do seu patrocinador principal há 21 anos, Volcom. Bruce conta agora com o novo patrocinio da RVCA.

## Vitórias em Competições
2004
Quiksilver In Memory of Eddie Aikau (Waimea Bay, Oahu, Havaí)
2001
Rip Curl Pipeline Masters Hawaii (Banzai Pipeline, Oahu, Havaí)
2008
Rip Curl Pro Search (Uluwatu, Bali, Indonésia)